# دوقية براغانزا
دوقية براغانزا من أهم دوقات البرتغال التي انشائها عام 1442 من قبل ألفونسو الخامس لعمه المفضل ألفونسو كونت بارسيلوس واحدة من أقدم دوقات البرتغالية. تقع وشمال شرق البرتغال.
تم إنشاء دوقيات كويمبرا وفيسيو من قبل الملك جواو الأول لأبناءه بيدرو و هنري بعد غزو سبتة عام 1415.
عام 1640 أصبح دوق براغانزا ملك البرتغال وارتبطت دوقية بولي العهد وأصبح دوق براغانزا عنوان التقليدية من وريث التاج، جنبا إلى جنب مع أمير البرازيل و أمير بيرا ، بقدر أمير ويلز في المملكة المتحدة. أصبحت إقطاعية نفسها المدمجة في التاج.